# 922 Schlutia
922 Schlutia
922 Schlutia là một tiểu hành tinh bay quanh Mặt Trời.